# Limax alpinus
Limax alpinus is een slakkensoort uit de familie van de Limacidae. De wetenschappelijke naam van de soort is voor het eerst geldig gepubliceerd in 1821 door A. Ferussac.